# Fun on Earth
Fun on Earth és el cinquè àlbum d'estudi de Roger Taylor, cantant, bateria i compositor; conegut com el bateria de la banda de rock anglesa Queen. El disc va sortir l'11 de novembre de 2013 to i que va ser enregistrat des de final de 2008 i el 2009 després de finalitzar la gira «Queen + Paul Rodgers' el Rock the Cosmos Tour». Aquest és el primer àlbum en solitari des de 1998, quan va sortir Electric Fire.

## Història
Taylor va començar a gravar el seu nou àlbum d'estudi a finals de 2008, pocs mesos abans de la desintegració de Queen + Paul Rodgers. La primera notícia referent al seu nou àlbum va aparèixer a la web oficial de Queen el 17 de novembre de 2009. Pel que fa al primer senzill de l'àlbum, Taylor va dir:
«Què va passar amb la cançó de protesta? La música és ara tan polida, brillant i previsible, ens hem oblidat d'intentar dir alguna cosa amb ella. M'estic fent vell i com tothom, tenim dret a dir alguna cosa sobre l'estat sota control en què vivim, impotents sense poder fer res al respecte. El carrer està ple de forats. Estem lliurant una guerra sense sentit activament negativa que està matant als nostres joves soldats i que simplement no es pot permetre ... promou i prolonga el terrorisme. Aquest és el nostre Vietnam, impossible de guanyar. Inútil. Paguen impostos i els repaguem mentre la nació no només es trenca per complet, en fallida de tant malgastar els diners dels contribuents per després imprimir i reimprimir més bitllets. Estem espiats per 5 milions de càmeres. Tenim milers de petites normes i reglaments, més que mai fins ara. Amb raó la gent està desconcertada i confusa. Com a nació som amos de gairebé res, incloent-hi aigua, electricitat, gas, l'espai aeri i les principals fabriques. La vida privada no existeix. Estem dirigits com titelles. Jo ja estic cansat, segur que tu també.»

## Temes confirmats
Totes les cançons escrites per Roger Taylor, excepte les anotades.
| Núm. | Títol                                                      | Durada |
| ---- | ---------------------------------------------------------- | ------ |
| 1.   | «One Night Stand»                                          | 4:22   |
| 2.   | «Fight Club» (Taylor, Bob Geldof)                          | 3:02   |
| 3.   | «Be With You»                                              | 3:10   |
| 4.   | «Quality Street»                                           | 4:25   |
| 5.   | «I Don't Care»                                             | 3:24   |
| 6.   | «Sunny Day»                                                | 3:38   |
| 7.   | «Be My Gal (My Brightest Spark)»                           | 2:45   |
| 8.   | «I Am the Drummer (In a Rock n' Roll Band)»                | 2:47   |
| 9.   | «Small»                                                    | 3:51   |
| 10.  | «Say It's Not True» (Amb Jeff Beck)                        | 4:58   |
| 11.  | «The Unblinking Eye (Everything Is Broken)» (Versió curta) | 4:54   |
| 12.  | «Up»                                                       | 3:10   |
| 13.  | «Smile»                                                    | 3:01   |

## Personal
- Roger Taylor: Vocalista, bateria, percussió, teclats, piano, baix, guitarres, stylophone.
- Mike Dixon: Teclats, sintetitzador a "I Am The Drummer In A Rock 'n' Roll Band"
- Jason Falloon: Guitarra elèctrica a "Sunny Day"
- Neil Murray: Baix a "Smile"
- Rufus Taylor: Bateria a "Up" (formerly When We Were Young)
- Jeff Beck : Guitarra a "Say It's Not True"
- Bob Geldof: Guitarra acústica a "Fight Club"
- Spike Edney: Teclats